# Necromunda: Hired Gun
Necromunda: Hired Gun est un jeu vidéo de tir à la première personne développé par Streum On Studio et édité par Focus Home Interactive. Le jeu se déroule dans l'univers de Warhammer 40,000 et se déroule sur la planète mécanisée Necromunda, où le joueur travaille pour diverses factions. Le jeu est sorti le 1er juin 2021 pour PlayStation 4, PlayStation 5, Xbox One, Xbox Series X et S et Microsoft Windows.

## Système de jeu
Necromunda: Hired Gun est un jeu de tir à la première personne, dans lequel le joueur incarne un mercenaire qui cherche à découvrir un complot impliquant un gang puissant dans le monde souterrain de Necromunda. Le jeu est linéaire avec des étapes qui peuvent être jouées normalement, plus tard le joueur devra accepter des contrats, l'obligeant à accomplir des tâches spécifiques, il peut choisir entre des armes de mêlée ou à distance avec des améliorations disponibles pour chacune. Le jeu se concentre sur l'agilité et la vitesse, le joueur étant capable d'utiliser un grappin, de se précipiter autour des ennemis et de courir sur les murs. Le jeu propose également des mécanismes de furtivités où le joueur peut se faufiler entre les ennemis sans être détecté. Le joueur dispose d'un chien de combat qui peut être utilisé pour repérer et attaquer les ennemis, et peut être amélioré pour renforcer ses capacités et en acquérir de nouvelles. La fin de chaque niveau se termine par un combat de boss.
Le jeu a une zone centrale, Martyr's End, où le joueur a accès aux niveaux et peut choisir des contrats. Le hub sert de zone où une grande partie de l'histoire du jeu et des quêtes secondaires existent. Le joueur peut également acheter des armes, des capacités et des améliorations dans les magasins de la zone,.

## Développement
Après le lancement de leur titre précédent, Space Hulk: Deathwing, Streum On Studio voulait revenir au gameplay axé sur la vitesse comme leurs autres jeux. Un producteur a déclaré sur le moment : "Necromunda a beaucoup de diversité d'environnements, ce qui nous a permis de créer diverses atmosphères et expériences pour le joueur." Les développeurs ont également mentionné qu'ils voulaient que le joueur utilise ses capacités d'exploration, des récompenses ont donc été placées dans des endroits difficiles d'accès.
Le jeu a été annoncé en mars 2021 pour un lancement en juin 2021. Le 1er juin 2021, Necromunda: Hired Gun est sorti sur PlayStation 4, PlayStation 5, Xbox One, Xbox Series X et Series S et Microsoft Windows,,.

## Accueil
Necromunda: Hired Gun a reçu des « critiques mitigées à moyens » selon Metacritic,,.   